# Suisse Romande Zenekar
A Suisse Romande Zenekar, hivatalos nevén Orchestre de la Suisse Romande, rövid neve OSR, Ernest Ansermet által 1918-ban Svájcban alapított genfi székhelyű szimfonikus zenekar, a kettős feladatkört betöltő együttes egyfelől a svájci rádió és tv társaság, a Radio-Télévision Suisse Romande zenekara, emellett a genfi színház, a Grand Théâtre de Genève operatársulatának zenekaraként is működik, állandó koncertjeinek helyszíne a genfi Victoria Hall. 

## Története
A zenekart a később világhírűvé vált svájci karmester, Ernest Ansermet alapította 1918-ban, a kezdetben 48 zenekari taggal működő OSR kezdetekkori évadja csupán hat hónapból állt, a zenekar tagjai részben svájci, német, osztrák és olasz zenészek voltak, majd Ansermet fokozatosan átalakította a zenekart, melynek eredményeképp 1946-ban a tagok 80%-a már svájci volt.  A szimfonikus zenekar megalakulásakor Genfben és Lausanne-ban, valamint Svájc kisebb városaiban adott koncertet, majd az együttes 1938-ban a lausanne-i székhelyű svájci rádiózenekarral összeolvadt, ezáltal a svájci rádiótársaság zenekara is lett (Radio-Télévision Suisse Romande), ennek köszönhetően rendszeres koncertjeiket ettől kezdően már a nemzeti rádiótársaság is közvetíti.
Az együttest alapító Ansermet az alapítástól egészen 1967-ig a zenekar zenei igazgatója maradt, s vezetése alatt exkluzív szerződést kötöttek a Decca-val, mely eredményeképp 1947-től a Decca számára több mint 100 felvételt készítettek, ezen túlmenően más lemeztársaságok égisze alatt is adtak ki lemezeket, a jelenlegi elsőszámú lemeztársaságuk a PentaTone, mellyel évi két három lemezt adnak közre.
Megalakulásuk óta Európa jelentős koncerthelyszínein léptek fel, Berlin, London, Bécs, Salzburg, Párizs, Budapest és Amszterdam, majd első tengerentúli fellépésük 1967-ben Ansermet vezetése alatt Kaliforniában volt, azóta Japánban, Kínában, Dél-Amerikában is turnéztak.
Az OSR a francia szerzők, köztük Maurice Ravel, César Franck, és Claude Debussy szinte valamennyi jelentős művét lemezre vette, számos díjat elnyerve ezzel, ugyanakkor az együttes a legnevesebb kortárs zeneszerzők műveinek ősbemutatóját is játszotta, mint Debussy, Darius Milhaud, Igor Stravinsky és svájci zeneszerzőkét, köztük Arthur Honegger és Frank Martin műveit.
A Suisse Romande Zenekar állandó szerepléseinek helyszíne Genfen kívül jelenleg Lausanne-ban a Théâtre de Beaulieu.
A fennállásának lassan százéves évfordulóját ünneplő szimfonikus zenekar az alábbi vezető karmesterekkel dolgozott együtt:

## Vezető karmesterek
- 1918–1967: Ernest Ansermet, a zenekar alapító karmestere
- 1967–1970: Paul Kletzki
- 1970–1980: Wolfgang Sawallisch
- 1980–1985: Horst Stein
- 1985–1997: Armin Jordan
- 1997–2002: Fabio Luisi
- 2002–2005: Pinchas Steinberg
- 2005–2012: Marek Janowski
- 2012–2015: Neeme Järvi
- 2015–2016: vezető karmester nélkül
- 2017- Jonathan Nott

## Galéria

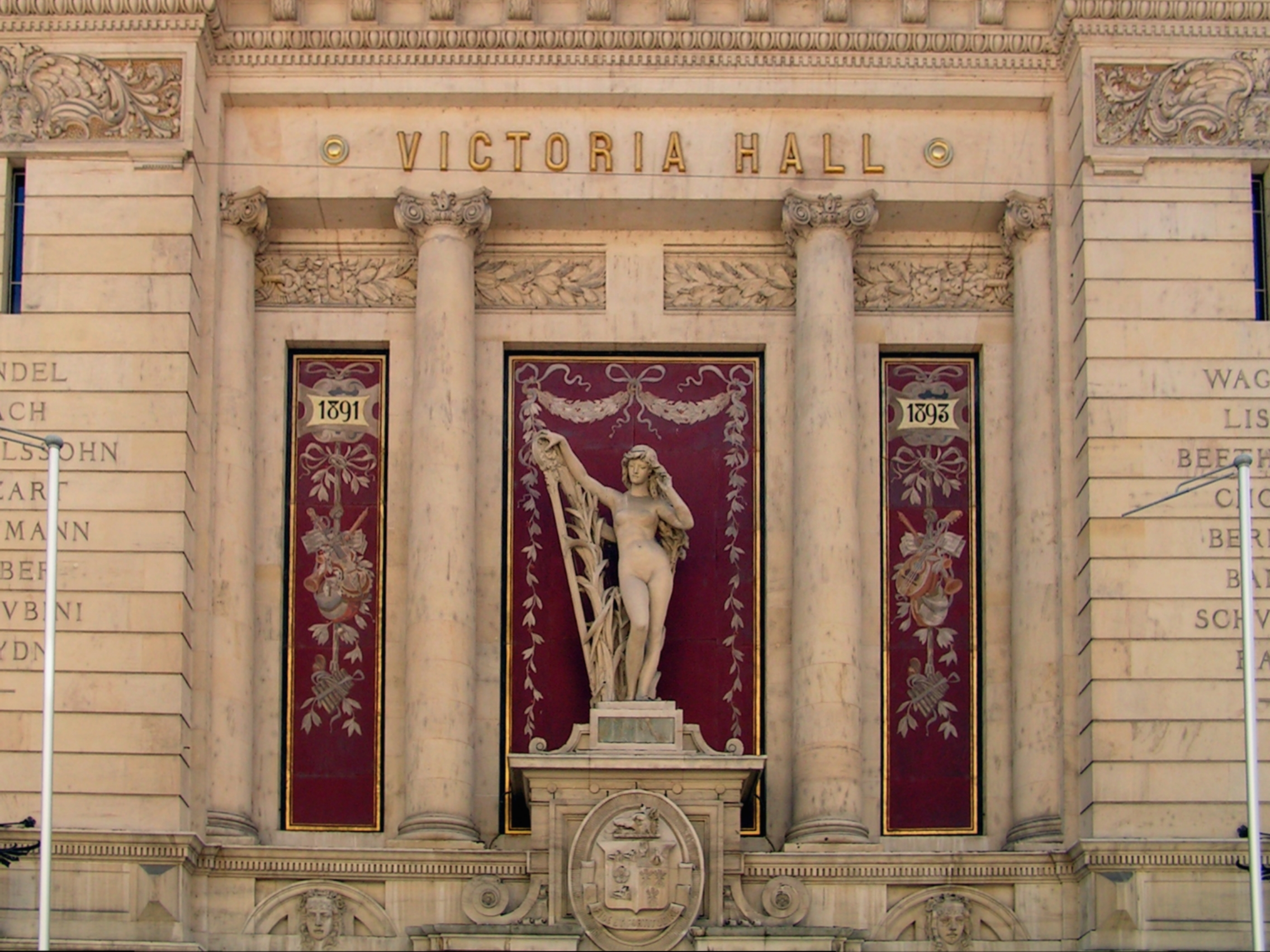
A genfi Victoria Hall, a zenekar otthona
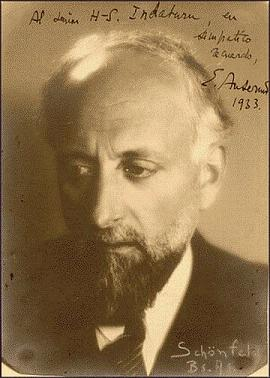
Ernest Ansermet, a zenekar alapítója és első karmestere.
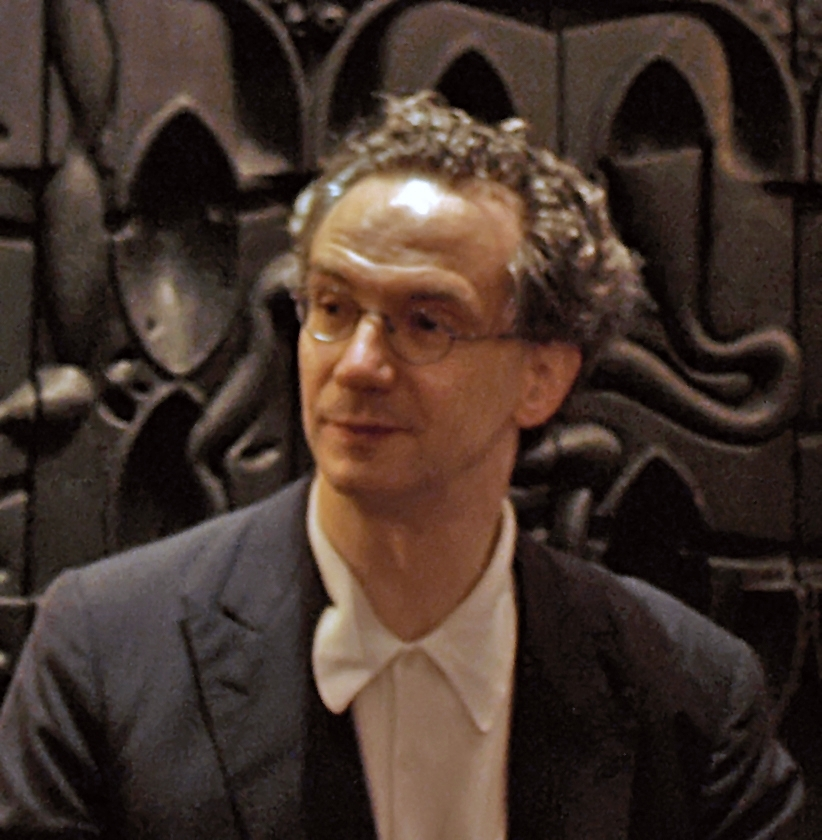
Fabio Luisi, a zenekar vezetője 1997 és 2002 között
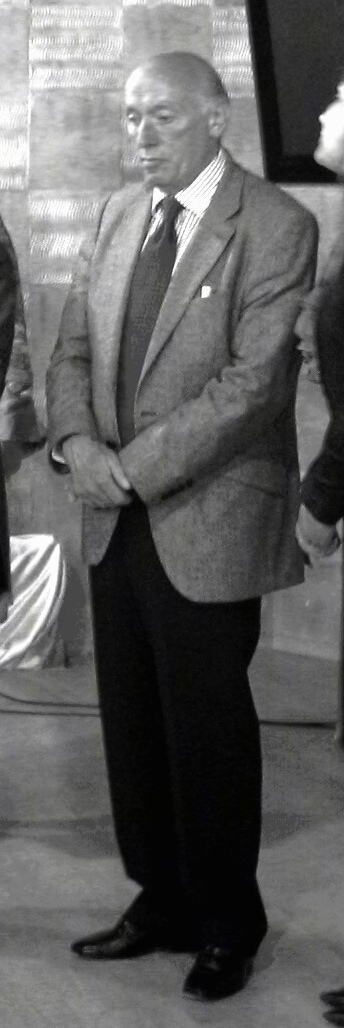
Pinchas Steinberg, a zenekar vezetője (2002–2005)

## Fordítás
- Ez a szócikk részben vagy egészben  az   Orchestre de la Suisse Romande című angol Wikipédia-szócikk ezen változatának fordításán alapul.  Az eredeti cikk szerkesztőit annak laptörténete sorolja fel. Ez a jelzés csupán a megfogalmazás eredetét és a szerzői jogokat jelzi, nem szolgál a cikkben szereplő információk forrásmegjelöléseként.